# Erateina
Erateina är ett släkte av fjärilar. Erateina ingår i familjen mätare.

## Bildgalleri

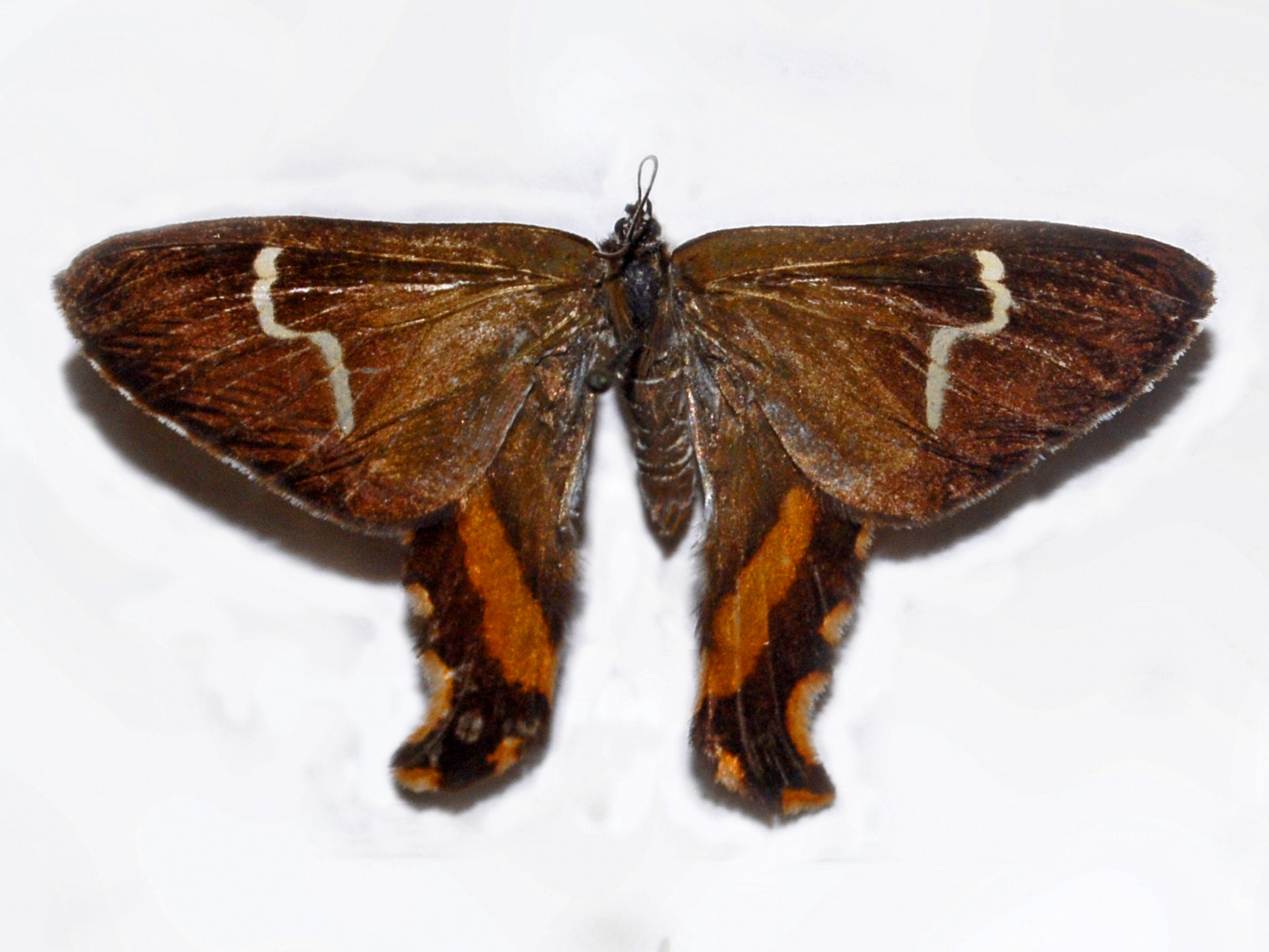
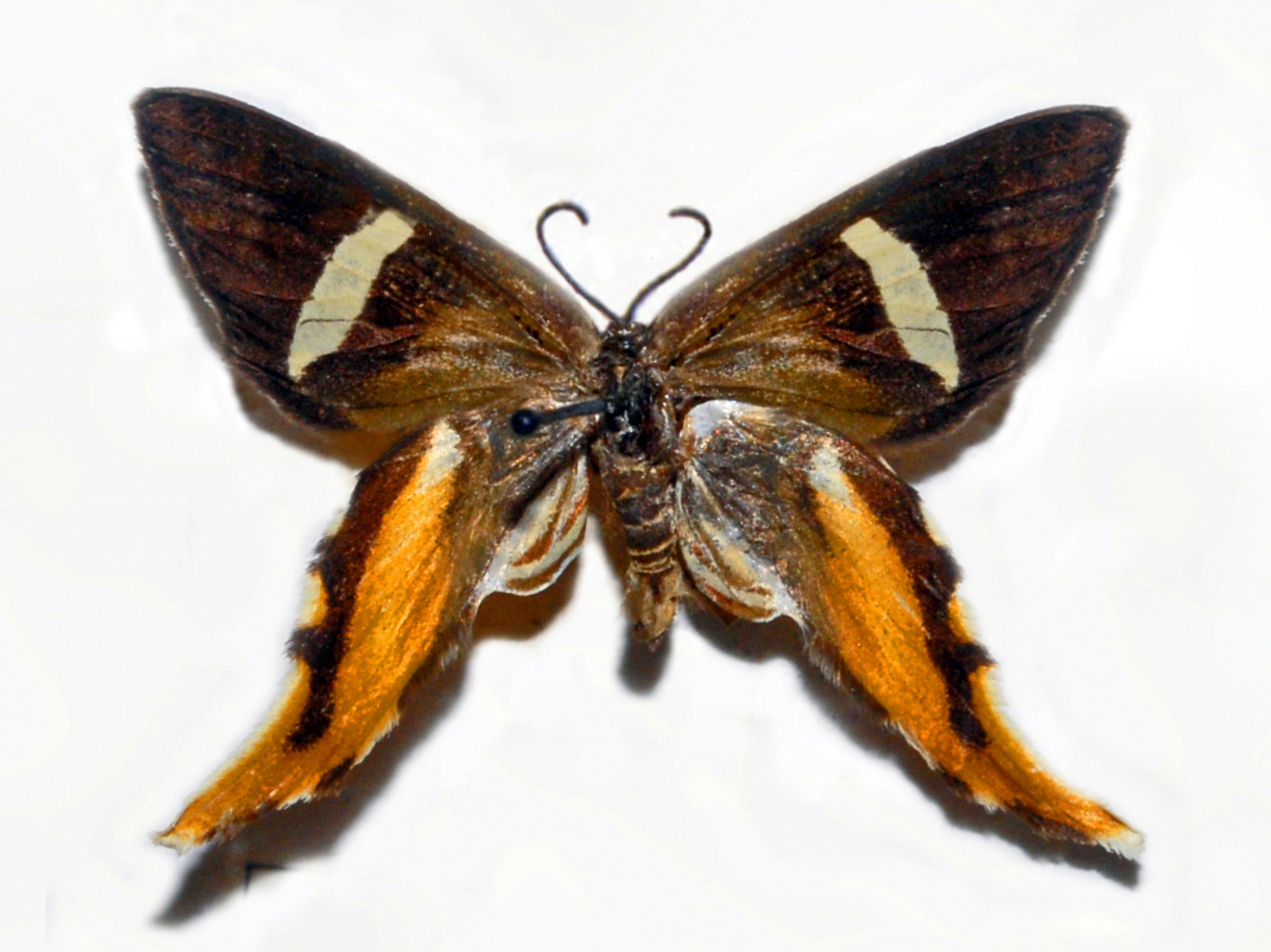

## Dottertaxa tillErateina, i alfabetisk ordning[1]
- Erateina aida
- Erateina albicans
- Erateina albiradiata
- Erateina albonulata
- Erateina alma
- Erateina amazonia
- Erateina anormata
- Erateina antipodaria
- Erateina appendicularia
- Erateina arocha
- Erateina aroma
- Erateina artabates
- Erateina artemis
- Erateina artemisia
- Erateina bosora
- Erateina brevicauda
- Erateina brunnea
- Erateina capua
- Erateina cardinalis
- Erateina coeruleopicta
- Erateina comata
- Erateina cometaris
- Erateina copela
- Erateina cormasa
- Erateina cornelia
- Erateina cyclopata
- Erateina cynthia
- Erateina delineata
- Erateina dilectaria
- Erateina discalis
- Erateina disjecta
- Erateina drucei
- Erateina faventia
- Erateina flebilis
- Erateina flexuosa
- Erateina fluminata
- Erateina garleppi
- Erateina garrulata
- Erateina gerta
- Erateina goniuris
- Erateina haenschi
- Erateina herbertina
- Erateina hewitoui
- Erateina hyaloplaga
- Erateina ianthe
- Erateina immaculata
- Erateina inconspicua
- Erateina iphis
- Erateina iphisata
- Erateina julia
- Erateina latipennis
- Erateina leptocircata
- Erateina leucolina
- Erateina linda
- Erateina lineata
- Erateina luceria
- Erateina margarita
- Erateina masura
- Erateina mecyra
- Erateina medama
- Erateina media
- Erateina meduthina
- Erateina melanocera
- Erateina monophthalma
- Erateina morena
- Erateina mulseata
- Erateina neaera
- Erateina nigrata
- Erateina nigricaudula
- Erateina nigrofimbriata
- Erateina obscura
- Erateina obtusa
- Erateina olivata
- Erateina paeonata
- Erateina pelorica
- Erateina pisca
- Erateina praeacuta
- Erateina prodiga
- Erateina punsara
- Erateina radiaria
- Erateina reducta
- Erateina regina
- Erateina reginalda
- Erateina rhesa
- Erateina rogersi
- Erateina rosina
- Erateina rustica
- Erateina satellites
- Erateina saundersi
- Erateina semiluctuata
- Erateina semilugens
- Erateina siliquata
- Erateina simplex
- Erateina sinuata
- Erateina staminifera
- Erateina staudingeri
- Erateina subjunctaria
- Erateina sublimata
- Erateina sublustris
- Erateina subrufa
- Erateina subtristata
- Erateina subundulata
- Erateina subviridis
- Erateina tentaculifera
- Erateina thyridata
- Erateina tibicina
- Erateina trialbata
- Erateina trisectistriga
- Erateina tryphosa
- Erateina undulata
- Erateina undulina
- Erateina wheeleri
- Erateina xanthyala
- Erateina zoraida
- Erateina zoraidina